# Dammit
Dammit è un singolo del gruppo musicale statunitense Blink-182, il primo estratto dal secondo album in studio Dude Ranch e pubblicato nel 1997.

## Versioni alternative
Versioni alternative della canzone sono presenti nella colonna sonora di Giovani, pazzi e svitati (Can't Hardly Wait), Hit Machine 20 e nel Greatest Hits. La canzone è stata inserita nella lista di canzoni del gioco Guitar Hero World Tour e ne sono state fatte cover da parte di numerosi artisti, tra cui All Time Low, Cloud Control, Lisa Prank, FIDLAR, Good Charlotte, Best Coast, e gli Of Mice & Men assieme a Pierce the Veil.

## Versioni dal vivo
Nelle versioni dal vivo, Tom DeLonge era noto gridare Take your pants off!! (Toglietevi i pantaloni!!), prima di questa canzone. Infatti, durante i concerti dal 1997 agli inizi del 1999, la band era molto nota per il suo umorismo durante i concerti, oltre che per le sue canzoni. Anche in alcune esibizioni nel 2009 (come ad esempio al Merriweather Post Pavilion negli USA) Tom DeLonge ha esclamato "Take your pants off" all'inizio del brano. Inoltre Mark Hoppus integrava alcune parti strumentali con i testi di altri canzoni, come, ad esempio, Ice Ice Baby di Vanilla Ice.

## Video musicale
Il video (diretto da Darren Doane e Ken Daurio) mostra i membri della band: Mark, Tom e Scott si recano al cinema a vedere il video in cui loro stessi cantano Dammit.
Al cinema Mark Hoppus incontra la sua ex ragazza con un altro uomo. Mark fa di tutto per distrarli dal film, mettendo i piedi sul loro posto, rovesciandogli i pop-corn addosso e sedendosi in parte alla sua ex-ragazza e abbracciandola. Qua comincia una scenetta comica dove si vede Mark che scappa inseguito dal fidanzato della sua ex-ragazza. Il video si conclude con un litigio tra Mark e il rivale, mentre la ragazza va via con il barista del cinema, cioè Rick Devoe, il manager della band, il quale ha partecipato solo a questo video.

## Tracce
CD singolo
1. Dammit (Edizione radio)
2. Dammit
3. Zulu

VHS
1. Josie (Video musicale)
2. Dammit (Video musicale)

## Formazione
- Mark Hoppus – voce, basso
- Tom DeLonge – voce, chitarra
- Scott Raynor – batteria